# Rivière du Banc de Sable (rivière Péribonka)
Pour les articles homonymes, voir Banc de Sable (homonymie).
Ne doit pas être confondu avec Rivière du Banc de Sable (rivière Mistassibi).
La rivière Du Banc de Sable est un affluent de la rivière Péribonka, coulant dans le territoire non organisé de Passes-Dangereuses (MRC de Maria-Chapdelaine), dans la région
administrative du Saguenay-Lac-Saint-Jean, au Québec, au Canada. Cette rivière traverse le canton de Maltais.
La foresterie constitue la principale activité économique du secteur ; les activités récréotouristiques, en second.
Plusieurs routes forestières desservent la vallée de la rivière du Banc de Sable, surtout pour les besoins de la foresterie et des activités récréotouristiques,,.
La surface de la rivière du Banc de Sable habituellement gelée de la fin novembre au début avril, toutefois la circulation sécuritaire sur la glace se fait généralement de la mi-décembre à la fin mars.

## Géographie
Les principaux bassins versants voisins de la rivière du Banc de Sable sont :
- côté Nord : crique Vincent, crique des Trèfles, rivière Alex, rivière du Portage, ruisseau Patsy, rivière Péribonka ;
- côté Est : rivière Péribonka, lac Tchitogama, lac de la Boiteuse, rivière Shipshaw ;
- côté Sud : rivière Brûlée, rivière Bernabé, rivière Péribonka, rivière Saguenay, rivière des Habitants ;
- côté Ouest : rivière Brûlée, rivière Bernabé, rivière Alex, rivière Épiphane[2].

La rivière du Banc de Sable prend sa source à l’embouchure d’un lac Cruiser (longueur : 1,8 km ; altitude : 275 m). L’embouchure
de ce lac est située à 4,3 km au Nord-Est du cours de la rivière Brûlée ; à 7,9 km à l’Ouest du cours de la rivière Péribonka ; à 10,0 km au Nord-Ouest de l’embouchure de la rivière du Banc de Sable. Le lac Cruiser est alimenté par le Nord notamment par le ruisseau Patsy.
À partir de sa source (lac Cruiser), le cours de la rivière du Banc de Sable descend sur 13,6 km entièrement en zones forestières, selon les segments suivants :
- 1,2 km vers le Sud-Ouest jusqu’à la rive Nord du lac de la Tête des Sables ;
- 1,0 km vers le Sud, en traversant le lac de la Tête des Sables (longueur : 1,0 km ; altitude : 257 m), jusqu’à son embouchure ;
- 2,1 km vers l’Est en traversant quatre plan d’eau constitué par l’élargissement de la rivière, jusqu’à un coude de rivière ;
- 4,9 km vers le Sud-Est, jusqu’à la rive Nord du lac du Banc de Sable ;
- 3,2 km vers le Sud-Est en traversant le lac du Banc de Sable (altitude : 203 m) sur sa pleine longueur, jusqu’à son embouchure ;

- 1,2 km vers le Sud-Est en formant une courbe vers l’Est, jusqu'à l'embouchure de la rivière[2].

L'embouchure de la rivière du Banc de Sable se déverse au fond de la baie des sables (longueur de km) de la rive Ouest de la rivière Péribonka ; l’entrée de cette baie est située à 5,6 km en amont du lac Tchitogama. La confluence de la rivière du Banc de Sable est située à :
- 50,1 km au Nord-Est de l’embouchure de la rivière Péribonka (confluence avec le lac Saint-Jean) ;
- 39,2 km au Nord de l’embouchure du lac Saint-Jean ;
- 41,5 km au Nord du centre-ville d’Alma ;
- 59,7 km au Nord-Ouest du centre-ville de Saguenay ;
- 152,6 km au Nord-Ouest de l’embouchure de la rivière Saguenay[2].

À partir de l’embouchure de la rivière du Banc de Sable, le courant descend vers le Sud-Ouest le cours de la rivière Péribonka sur 71,9 km. À l’embouchure de cette dernière, le courant traverse le lac Saint-Jean vers l’Est sur 29,3 km, puis emprunte sur 155 km le cours de la rivière Saguenay jusqu'à la hauteur de Tadoussac où il conflue avec le fleuve Saint-Laurent.

## Toponymie
La carte régionale no 3 publiée en 1915 par le ministère des Terres et Forêts indique ce cours d’eau sous le nom de « Rivière des Sables », de même que le Dictionnaire des rivières et lacs de la province de Québec que ce ministère a publié en 1914. En 1947 la Commission de géographie change le nom du cours d’eau en « Rivière du Banc de Sable ».
Le toponyme « Rivière du Banc de Sable » a été officialisé le 5 décembre 1968 à la Banque des noms de lieux de la Commission de toponymie du Québec.